# Festuca livida
Festuca livida är en gräsart som först beskrevs av Carl Sigismund Kunth, och fick sitt nu gällande namn av Carl Ludwig von Willdenow och Spreng.. Festuca livida ingår i släktet svinglar, och familjen gräs. Inga underarter finns listade i Catalogue of Life.